# Karl Flierl
Karl Flierl (* 21. Juni 1886 in Ingolstadt; † 3. August 1967 in München) war ein deutscher Wasserbauingenieur und Hochschullehrer.

## Leben
Er verbrachte die Schulzeit in Neumarkt in der Oberpfalz und in Ansbach.
Er studierte Bauingenieurwesen an der Technischen Hochschule in München und schloss dieses Studium 1909 als Diplomingenieur ab.
1912 legte er das Staatsexamen für den höheren Baudienst ab.
Nach seiner Assistentenzeit an der Technischen Hochschule München, war er von 1914 bis 1918 im Heerdienst im Ersten Weltkrieg.
Nachdem er bei einem Ingenieurbüro beschäftigt war, wurde er ab Frühjahr 1922 bei der Rhein-Main-Donau A.G. beschäftigt.
Er begann als Konstrukteur und stellvertretender Vorstand der Tiefbauabteilung, erhielt später Prokura und war von 1941 bis zu seinem Ausscheiden 1946 Leiter der Tiefbauabteilung.
1923 wurde er promoviert.
Zum 1. Mai 1946 wurde Flierl Nachfolger von Kaspar Dantscher auf dem Lehrstuhl für Wasserbau der Technischen Hochschule München berufen.
Zusätzlich hatte er noch das Lehrgebiet von Otto Streck, Hydraulik und Gewässerkunde, sowie Wiederaufbau und Leitung der Versuchsanstalt mit zu übernehmen.
Auf Vermittlung des Rektors der Hochschule August Rucker, begann 1951 ein Assistenten- und Gedankenaustausch zwischen Flierls Lehrstuhl und dem Instituto di Idralica der Universität Bologna, das unter der Leitung von Giulio Supino (8. Oktober 1898 Florenz, 5. Juli 1978 in Bologna) stand.
Im Sommer 1954 wurde Karl Flierl emeritiert und zugleich mit der Weiterführung des Lehrstuhls bis Frühjahr 1955 beauftragt.
Flier wirkte bei der Rhein-Main-Donau AG an allen großen Projekten maßgebend mit, wie beispielsweise am Kachletwerk bei Passau und den ersten Staustufen am Main.
Besondere Verdienste hat er sich auch bei der Wiederaufnahme des Lehrbetriebes und der wasserbaulichen Forschung an der zerstörten Technischen Hochschule in München erworben.
Nach seiner Emeritierung übersetzte er u. a. die Hydrodynamica von Daniel Bernoulli und verfasste einen Kommentar dazu.